# Preludi i fuga en fa menor (BWV 857)
El clavecí ben temprat (en alemany: Das wohltemperierte Klavier) és el nom de dos cicles de preludis i fugues compostos el 1722 i 1740 per Johann Sebastian Bach en totes les tonalitats majors i menors de la gamma cromàtica per a instrument de teclat. Els dos llibres actualment són coneguts com El clavecí ben temprat i són anomenats Llibre I i Llibre II, respectivament. El clavecí ben temprat és considerat una de les composicions més influents a la història de la música clàssica.

## L’obra i característiques musicals
Musicalment, les estructures regulars del Clavecí ben temprat amaguen un extraordinari rang d'estils. Els preludis són formalment lliures, encara que molts exhibeixen les formes melòdiques del Barroc, sovint acoblades a una llarga coda lliure (per exemple els preludis en do menor, re major i Si bemoll Major del Llibre I).
Cada fuga és marcada amb el nombre de veus, des de 2 fins a 5. la majoria són fugues a 3 o 4 veus. A les fugues usa tot un conjunt de tècniques del contrapunt (exposició, inversió temàtica, stretto, etc.), però són més compactes que les seves fugues per a orgue.
Els preludis i fugues del Clavecí ben temprat són sovint de caràcter oposat. El preludi és cautelós i la fuga enèrgica. Aquesta peça, però, és al revés. L'atmosfera malenconiósa ja està fermament establerta a les primeres notes, i es manté durant tota la peça. Realment sembla que el preludi no va enlloc. Encara que la sèrie, pràcticament ininterrompuda de semicorxeres suggereix un moviment fluid, les notes baixes estàtiques mantenen la estabilitat, i els trinos pengen al voltant de la melodia.

## Anàlisi musical
Secció d'enunciació
- Compàs 1-4: subjecte al Tenor [fa menor].
- Compàs 4-7: Resposta tonal a l’Alto, amb el contrasubjecte I en tenor [do menor].
- Compàs 7-10: Contrasubjecte II al Tenor.
- Compàs 7-10: Tema en Baix. Contrasubjecte I a l’Alto [fa menor].
- Compàs 10-13: Codetta formada a partir del Contrasubjecte I.
- Compàs 13-16: Subjecte (en lloc de la Resposta habitual) a la Soprano. Contrasubjecte I al Baix. Contrasubjecte II a l’Alto [fa menor].
- Compàs 16-19: Episodi I, modulant de fa menor a do menor.
- Compàs 19-22: Tema en tenor. Contrasubjecte I a l’Alto, transferit a la Soprano. Contrasubjecte II a l’Alto (Bar 19).

Secció modulatòria
- Compàs 22-27: Episodi II, modulant de Do menor a Fa menor seqüencialment.
- Compàs 27-30: Tema en Baix. Contrasubjecte I en tenor. Contrasubjecte II a la Soprano [F menor].
- Compàs 30-34: Episodi III, modulant de fa menor a la bemoll major.
- Compàs 34-37: Tema a l’Alto. Contrasubjecte I a la Soprano. Fragment de Contrasubjecte II al Tenor [la bemoll major].
- Compàs 37-40: Episodi IV, modulant de fa menor a mi bemoll major.
- Compàs 40-43: Resposta real al tenor. Contrasubjecte I i Contrasubjecte II absents excepte per breus reminiscències [Mi bemoll major].
- Compàs 43-47: Episodi V, modulant de mi bemoll major a do menor.
- Compàs 47-50: Tema a la Soprano. Contrasubjecte I en Alt. Contrasubjecte II en tenor [do menor].
- Compàs 50-53: Episodi VI, modulant de do menor a fa menor.

Secció recapitulativa
- Compàs 53-56: Tema al Baix. Contrasubjecte I a la Soprano. Contrasubjecte II absent [F menor].
- Compàs 56-58: Coda. Acord final major. Tercera de picardia.

RESUM:
Exposició: Compàs 1-16.
Contraexposició: Cap.
Stretti: Cap.
Episodis: sis, tots estretament aliats mitjançant l'ús de figures extretes del primer Contrasubjecte i la Codetta.
Coda: compàs 56-58.

## Observacions
1. Aquesta fuga té una Resposta "tonal" a l'Exposició i, per tant, s'anomenarà Fuga "tonal".
2. L'ordre en què les veus entren a l'Exposició és inusual, ja que el subjecte i la resposta no s'alternen regularment, sinó que se succeeixen en l'ordre: Subjecte, Resposta, Subjecte, Subjecte; es col·loca una Codetta entre les dues últimes entrades.
3. La construcció dels episodis és la següent:
A. L'episodi I es basa principalment en els dos primers ritmes del Contrasubjecte que es prenen en moviment contrari.
B. L'episodi II està construït de la mateixa manera que el primer, però la figura melòdica utilitzada en els aguts del primer es transforma en l'Alto.
C. L'episodi III es forma a partir de la Codetta amb l'addició d'una nova figura vivaç a la Sopranou.
D. L'episodi IV es forma a les dues parts superiors a partir del Contrasubjecte I (el Tenor reposa), amb un contrapunt a la part del Baix.
E. L'episodi V té una escala més àmplia que l'episodi IV, i hi participen les quatre veus. El Tenor té una figura separada extreta del segon compàs del Contrasubjecte II.
F. L'episodi VI es basa en les mateixes figures melòdiques que l'episodi I, amb les quals s'ha de comparar.
4. Els episodis es col·loquen entre cada entrada separada del tema i la resposta, en lloc de, com és habitual, entre cada grup d'entrades.
5. Després de l'exposició, el tema principal apareix sis vegades només durant quaranta-dos compassos, el gran espai així assignat als episodis demostra la seva gran importància en l'esquema d'aquesta fuga tan interessant.

## Interpretacions destacades
- Sviatoslav Richter, pianista https://youtube/X9Z_FVjMSWc%5BEnllaç+no+actiu%5D
- Andras Schiff, pianista https://youtube/yL5oo2lsHNg
- Frédérick Haas, clavecinista https://youtube/74suFWTO8P0%5BEnllaç+no+actiu%5D